# Tractat de Gènova
El Tractat de Gènova va ser un acord de col·laboració que van signar representants del Principat de Catalunya i del Regne d'Anglaterra, països majoritàriament partidaris de Carles III d'Àustria el 20 de juny de 1705 a la capital de la República de Gènova, en el marc de la Guerra de Successió pel tron espanyol.

## Antecedents
Felip d'Anjou havia celebrat Corts a Barcelona el 1702, però a partir d'aquesta data els ministres reials havien violat reiteradament les Constitucions i a partir de 1704 el virrei Velasco va governar de forma despòtica i repressiva. Aquestes actuacions s'afegien a un sentiment antifrancès acumulat per les guerres del s.XVII i la forçada entrada de productes francesos, impedint-ne la d'altres nacions.
Una part de la burgesia es va anar decantant cap a posicions austriacistes que consideraven més favorables als seus interessos comercials. Una part important del sector eclesiàstic veia en els Àustries la preservació del seu autogovern i privilegis. La confluència de diferents sectors i el creixement del seu suport social va portar a un clima d'aixecament popular el 1705.

## Preparació del pacte

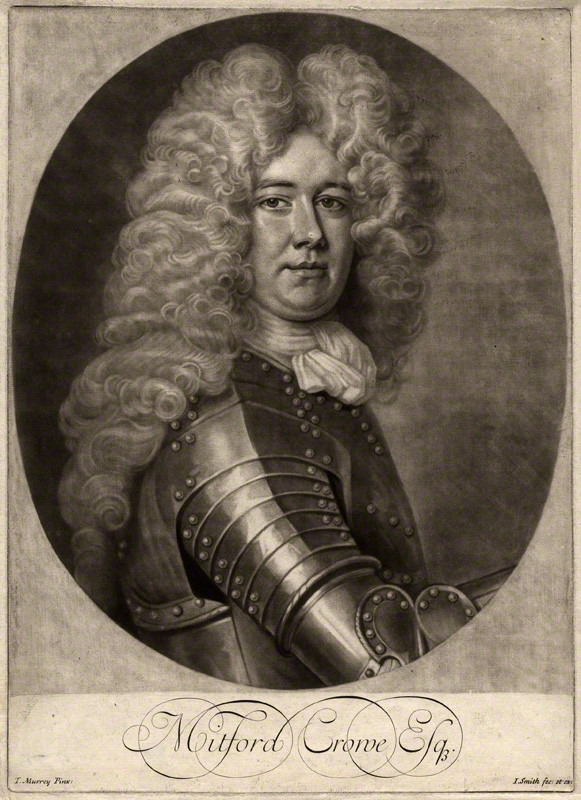
Mitford Crowe, en un gravat de 1703 fet per John Smith a partir d'un dibuix de Thomas Murray

El comerciant d'aiguardent Mitford Crowe havia convençut els aliats que els catalans estarien disposats a donar suport a un rei que restaurés els seus drets i privilegis. El març de 1705 la reina Anna d'Anglaterra va comissionar-lo per tal de:
| « | per tal de contractar una aliança entre nosaltres i el mencionat Principat o qualsevol altra província d'Espanya. | » |

Aquests contactes van propiciar que una delegació aliada es reunís al mes de maig a la capella de Sant Sebastià de Vic amb els anomenats vigatans (Francesc Macià i Ambert, conegut com a Bac de Roda, Jaume Puig de Perafita i els seus fills Antoni i Francesc Puig i Sorribes, a més de Josep Moragues, Josep Anton Martí, Carles Regàs i Antoni Cortada). Aquest grup va donar poders el 17 de maig de 1705 a Antoni de Peguera i a l'advocat Domènec Perera per signar un pacte en nom dels catalans.

## El pacte i els acords
D'acord amb el document, els catalans austriacistes —signants prèviament del Pacte dels Vigatans, que tingué lloc el 17 de maig de 1705 a l'ermita de Sant Sebastià, en la parròquia de Santa Eulàlia de Riuprimer (Osona) en l'anomenada Reunió dels Vigatans— es comprometien a facilitar el desembarcament de tropes de la Gran Aliança a la costa catalana. Els anglesos, a la vegada, es comprometien a respectar les lleis catalanes.
El pacte secret, que constava de setze clàusules, es va signar a la ciutat de Gènova el 20 de juny de 1705 i els signants van ser Mitford Crowe com a comissionat de la reina Anna d'Anglaterra i per la part catalana Domènec Perera i Antoni de Peguera i d'Aimeric.
Segons les clàusules de l'acord:
- 1. Anglaterra es comprometia a fer el desembarcament de 8.000 infants i 2.000 genets aliats a Catalunya.
- 2. Anglaterra també es comprometia a lliurar 12.000 fusells amb la seva munició en proporció.
- 3. Catalunya mobilitzaria 6.000 homes com a cos inicial que s'uniria a les forces aliades desembarcades. El cost inicial d'aquest nucli militar autòcton el soldejaria la reina Anna.
- 4. Els caps de les forces armades catalanes serien els signants del país, assegurant-ne la personalitat.
- 5. Carles III confirmaria les constitucions i privilegis del Principat.
- 6. La Gran Bretanya garantiria la confirmació de Carles III, comprometent-se a fer servar a qui fos les constitucions i privilegis, fins i tot, en el cas que els aliats perdessin la guerra o es produïssin altres esdeveniments adversos.
- 7. La Generalitat hauria de ratificar els pactes efectuats, un cop alliberada Barcelona i aconseguit el normal funcionament de la corporació.
- 8. El Principat reconeixeria la sobirania de Carles III, un cop assegurat el compliment de les estipulacions anteriors.
- 9. La concentració de 6.000 catalans, segons la clàusula 3a, s'havia de fer tot seguit que els aliats haguessin desembarcat.
- 10 a 14. Contenien detalls d'intendència.
- 15. El Sr. Crowe remarcava la seguretat per les despeses necessàries.
- 16. S'estipulava el compromís recíproc de mantenir en secret el tractat mentre convingués fer-ho.

El pacte es mantingué ferm fins al 1711, quan mor l'emperador del Sacre Imperi Romano-Germànic Josep I d'Habsburg, el nou panorama no interessava tant al govern anglès, qui va començar noves negociacions a París i Londres fins que es va signar el Tractat d'Utrecht el 1713.